# Chiesa di Sant'Alessandro (Capriate San Gervasio)
La chiesa di Sant'Alessandro è la parrocchiale di Capriate d'Adda, frazione del comune sparso di Capriate San Gervasio, in provincia e diocesi di Bergamo; fa parte del vicariato di Capriate-Chignolo-Terno.

## Storia
Le prime attestazioni dell'esistenza di una chiesa a Capriate risalgono all'anno 948. 
 Nell'elenco delle chiese comprese nel plebanato meneghino di Pontirolo contenuto nella bolla di papa Adriano IV del 23 giugno 1155 è citata l'ecclesia Sancti Alexandri sita a Capriate.
 La chiesa fu riconsacrata nel 1468. Una nuova parrocchiale venne edificata nel 1730. 
Il 13 novembre 1786 fu decretato che la chiesa passasse dall'arcidiocesi di Milano alla diocesi di Bergamo; questa variazione divenne effettiva a partire dal 1787.
 Da un documento datato 1822 si apprende che la chiesa era compresa nella vicaria di Verdello.
L'edificio fu ampliato su disegno di Angelo Cotto nel 1864 poiché non riusciva più a contenere tutti i fedeli che volevano assistere alle funzioni.
 La prima pietra della nuova parrocchiale, progettata da Luigi Angelini, fu posta il 5 maggio 1910 dal vescovo di Bergamo Giacomo Maria Radini-Tedeschi. Il nuovo edificio venne aperto al culto l'8 marzo del 1913.
 Nel 1923, con decreto del vescovo Luigi Maria Marelli, la chiesa fu posta a capo della neo-costituita vicaria di Capriate, che comprendeva le parrocchie di Brembate Sotto, Marne, Grignano e San Gervasio.
Nel 1932 la facciata venne portata a termine e tra il 1952 e il 1955 furono decorate con affreschi le cappelle laterali dedicata al Sacro Cuore di Gesù e della beata Vergine Maria.
 La chiesa venne ufficialmente consacrata il 15 giugno 1963 dal vescovo Giuseppe Piazzi e nel 1966 il campanile settecentesco fu interessato da un intervento di restauro.
 Il 28 giugno 1971 la parrocchia entrò a far parte della zona pastorale XVII, per poi essere aggregata il 27 maggio 1979 al vicariato di Capriate-Chignolo-Terno.
 Nel 1989 fu rifatto il tetto e nel 1991 restaurato il campanile.